# Вучић-Перишићи
Вучић-Перишићи и Павловићи су породица господара Томе Вучића-Перишића (1788 — 1859), намесника кнежевског достојанства, председника Државног савета, попечитеља (министра) војног, попечитеља унутрашњих дела, кнеза гружанске кнежине крагујевачке нахије, некадашњег Карађорђевог момка (бећара), телохранитеља и његовог брата од стрица митрополита Србије Мелентија Павловића (1776—1833). Једна унука господара Томе Вучића-Перишића била је удата за Николу Христића, четири пута председника министарског савета, дугогодишњег министра унутрашњих послова, друга унука за проф. др Симу Лозанића, академика, министра иностраних послова, а једна праунука за санитетског пуковника др Лазу К. Лазаревића, академика, краљевог личног лекара, познатог писца. Потомци су Коста Н. Христић, министар и краљевски посланик, артиљеријски бригадни генерал Милисав Антонијевић, дивизијски генерал Никола Љ. Христић, артиљеријски бригадни генерал Милорад Лазаревић, пуковник Михаило Христић, као и академик Стеван Христић, композитор. Праунука митрополита Мелентија Павловића је мајка др Милана Стојадиновића председника министарског савета (владе) Краљевине Југославије.
Вучић-Перишићи и Павловићи, пореклом су Чолаковићи из Шаховића код Бијелог Поља, одакле су се због сукоба са Турцима, у другој половини XVIII века доселили у Горњу Врбаву у Шумадији. Њихова Крсна слава је био Свети Лука.
Тома Вучић Перишић (1788—1859) син је Перише и Стане из Горње Врбаве, гружанска кнежина крагујевачке нахије. Периша је живео у истој кући у заједници са рођеним братом Павлом, који је отац митрополита Мелентија Павловића (1776—1833). Мелентије је рођен у Горњој Врбави, а Тома је рођен у Баричу, у време када се његова породица била на путу за Срем, склањајући се из Србије где су се водиле борбе у време аустријско-турског рата. Породица је једно време живела у Срему, одакле се вратила у Србију и трајно населила у месту Вучковица код Кнића..
Господар Тома Вучић Перишић (1788—1859) био је намесник кнежевског достојанства 1840, вођа Уставобранитеља, државни саветник, кнез гружански од 1832, (после Јована Добраче).
Тома Вучић-Перишић је у бици на Варварину 1810. спасао живот Миленку Жујовићу..
Господар Тома Вучић Перишић два пута се женио. Прва жена била је Перуника Жабарац из Раниловића, а друга жена била је Агнија (1812—1855) звана Нула, кћерка Фармакија, грчког хајдука, „клефта“ кога су убиле турске албанске снаге под командом Али-паше Јањинског, чија мајка Александра је била удата за Ђорђа Поповића Ђелеша. Нула је имала сестру Шану која је била удата за Јосу Куртовића у Шапцу, а породица њихове мајке узела је презиме Ћелешевић. Са другом женом Тома Вучић Перишић није имао деце.
Са првом женом Перуником Жабарац, Тома Вучић Перишић имао је два сина и две кћерке, Стевана и Илију и кћерке Станку и Анку.

## Стеван Т. Вучић-Перишић (1815—1874), срески начелник гружански и карановачки
Стеван Вучић-Перишић, срески начелник у Гружи (од 2. фебруара 1843), срески начелник карановачки (од 1844—1846) био је ожењен Маријом Добрњац унуком кнеза моравске кнежине пожаревачке нахије Стевана Добрњца, брата војводе Петра Добрњца.
Стеван Вучић-Перишић и Марија Вучић-Перишић, рођ. Добрњац имали су сина Алексу Вучића-Перишића и кћерку Милку.

### Антонијевићи
Милка Вучић-Перишић била је удата за Владимира Антонијевића. Имали су синове генерала Милисава Антонијевића и Милоша Антонијевића, апотекара.

### Арт. бриг. генерал Милисав Антонијевић (1883—1958)
Артиљеријски бригадни генерал Милисав Антонијевић, син Владимира Антонијевића и Милке Вучић-Перишић, завршио је 32. кл. Ниже школе Војне академије, Артиљеријску школу гађања у Србији и виши курс Артиљеријске школе гађања. У ратовима 1912—1918. командир 3. батерије Дринског артиљеријског пука, командир 2. батерије 1. дивизиона Дунавског артиљеријског пука (1914—1916), командант брдског дивизиона Дунавског артиљеријског пука. Тешко рањен 1916. год Горничева. После рата делегат Владе и Врховне команде код Народног вијећа у Загребу, наставник у Артиљеријској школи гађања, командант артиљерије Шумадијске дивизијске области, управник завода „Обилићево“. Артиљеријски бригадни генерал Милисав Антонијевић био је ожењен Александром, кћерком Винка и Матилде Мајдић из Крања. Имали су сина Владимира.

## Илија Вучић-Перишић (1821—1895)
Илија Вучић-Перишић (1821—1895), окружни казначеј алексиначког округа, који се школовао у Земуну имао је са Томанијом кћерке Дринку, Кату и Зорку.. Умро је у сиромаштву, због чега је његова удовица Томанија подносила молбу општинском одбору вароши Београда за новчану помоћ.

### Сава Кукић (1863—1928), директор Српског бродарског друштва
Зорка Вучић-Перишић, кћерка Илије Вучића-Перишића, удала се за Саву Кукића (1863—1928), родом из Злетова код Пожаревца, директора Српског бродарског друштва и царинарнице у Београду. Имали су сина Мију и кћерке Паву и Зорку удату за Војислава Јовановића.

## Пачићи
Станка Вучић-Перишић, кћерка господара Томе Вучића Перишића била је удата за Стерију Пачу, београдског трговца. Имали су два сина и три кћерке Алексу, Јована, Катарину, Анку и Цану.

### Алекса С. Пачић (1832—1888), генерални конзул Србије у Скопљу
Алекса Пачић, конзул у Скопљу, син Стерије Пачу и Станке Вучић-Перишић, кћерке Томе Вучића Перишића био је ожењен Томанијом Тонком Тадић. Алексу Пачића је српска влада послала у Цариград на изучавање турског језика као питомца. Помоћник за турски језик Кнежевске канцеларије (1855). Говорио и грчки и француски. Постављен за генералног конзула прве класе у Генералном конзулату у Скопљу.
Алекса Пачић, је са Томанијом Пачић имао десеторо деце, Љубицу, Михаила, Петра, Милицу, Марију, Милована, Радета, Бошка, Босиљку и Стаку.

#### Пуковник Михаило А. Пачић
Пешадијски пуковник Михаило А. Пачић из Београда из два брака, имао је кћерке Јулијану, Томанију, Милицу, Олгу, Оливеру и Зору, синове Душана, Радослава и Јована.
Јулијана се удала за артиљеријског капетана 1. к. Драгољуба Марковића (1911).

##### Див. генерал Душан Марковић (1879—1935)
Јулијана Пачић била је удата за дивизијског генерала Душана Марковића (1879—1935) сина коњичког капетана Михаила Марковића и Цајке Марковић, команданта целокупне жандармерије (1929—1935), командант брегалничке дивизијске области (1927—1929)

#### Петар А. Пачић
Петар А. Пачић, судија београдског првостепеног суда округа подунавског

#### Савићи
Босиљка Пачић била је удата за Д. Савића.

#### Јоксићи
Стака Пачић је са Јоксићем имала осморо деце, Жарка, Димитрија, Витомира, Драгомира, Станојла, Ивана, Мару и Смиљу.
Димитрије Јоксић са Ленком имао сина Момчила Јоксића (1865-), коњички капетан 1. класе, командир ескадрона 1. коњичког пука краљеве гарде (1898), пров.

##### др Александар Костић (1893—1983)
Смиља Костић, рођ. Јоксић, лекар, била је удата за проф. др Александром Костићем сина Ђорђа Костића, управника царине из Смедерева и Катарине Костић, рођ. Путник и брата генерала Војислава Костића. Њихови синови су Иван и Војислав.

###### Војислав-Воки А. Костић (1931—2010), композитор
Војислав Воки Костић, познати композитор.

### Јован С. Пачић (1827—1899)
Јован Пачић (1827—1899), трговац и добротвор, унук господара Томе Вучића Перишића, посетио га је у затвору 1859, где му је Вучић рекао да је ухваћен на превару Обрена Филиповића који је рекао да има кнежеву реч да дође на разговоре. Вучић је унуку тада такође рекао да је имао напуњене пиштоље и да је намеравао да се жив не преда књазу Милошу.
Јован Пачић је са Јеленом имао три сина и три кћерке, Тому, Миливоја, Драгољуба, Станку удату за Симу Лозанића, Босиљку удату за Светозара и Ану удату за Лазара Генчића (њихова унука је Јелена Генчић).

#### Драгољуб Ј. Пачић (1860—1889)
Драгољуб Ј. Пачић (1860— 9.12.1889), гвожђарски трговац у Београду.

#### Капетан др Миливоје Ј. Пачић
Капетан др Миливоје Ј. Пачић, докторирао је права у Минхену 1897. године.

#### Лозанићи
Станка Пачић, кћерка Јована Пачића, унука господара Томе Вучића Перишића, по кћерки Станки била је удата за проф. др Симу Лозанића, академика, министра иностраних послова.

#### Др Сима Лозанић (1847—1935), академик, ректор Универзитета, министар иностраних дела
Проф. др Сима Лозанић, академик, председник САНУ, министар иностраних послова, син среског начелника Милоја Лозанића и Ане Лозанић, рођ. Вељковић из Параћина, имао је са Станком Лозанић, рођ. Пачић, праунуком господара Томе Вучића Перишића сина Миливоја и кћерке Јелену и Ану.
- Јелена Лозанић (1885—1972) била је удата 1921. за Џона Фортингема, Енглеза (Fortingam).[8]
- Ана Лозанић (1881-1973, сликарка, била је удата за др Војислава Маринковића (1876—1935), министра народне привреде, трговине, унутрашњих дела и иностраних дела сина министра Димитрија Маринковића, и брата министра Павла Маринковића ожењеног Аном Петронијевић, кћерком Милана Петронијевића и Јелисавете Петронијевић, рођ. Цукић.

Мајка проф. др Симе Лозанића је из породице Стојана Вељковића из Параћина, која је у сродству са Петронијевићима.
Проф. др Сима Лозанић имао је сестру Јулијану (Јуцу) удату за М. Јовановића. Имали су Војислава, Милоја, Зорку. Проф. др Војислав Јовановић Марамбо (1884—1968), књижевник, бавио се и уметничком фотографијом. Неке од његових фотографија су данас најчешћи портрети његових савременика писаца и песника. Имали су и сина поручника Милоја Јовановића, који је погинуо у Првом светском рату.

##### Др Миливоје Лозанић
Проф. др Миливоје Лозанић, хемичар, оженио се Олгом Грујић, дворском дамом, кћерком генерала Саве Грујића и Милице Грујић, рођ. Магазиновић, председника министарског савета и председника државног савета, праунуком војводе Вула Илића Коларца. Имали су кћерке Станку и Милицу.

##### Мејтленди, ерлови од Лодердејла
Станка Лозанић, кћерка проф. др Миливоја Лозанића удата је за Патрика Мејтленда (1911—2008) (Patrick Maitland, 17th Earl of Lauderdale), старешину шкотског братства Мејтленд, ерла од Лодердејла. Имају четворо деце.

###### Ијан, ерл од Лодердејла
Ијан, ерл од Лодердејла, рођен 1937, резервни поручник краљевске морнарице, члан краљичиних телохранитеља за Шкотску, краљевских стрелаца. Радио у банкарству.

###### Сидни Миливоје Патрик Мејтленд, свештеник
Сидни Миливоје Патрик Мејтленд, (1951), свештеник Шкотске епископалне цркве.

###### Лејди Олга Мејтленд, посланик
Лејди Олга Мејтленд (1944) (Lady Olga Maitland), политичар, посланик британске Конзерватинвне странке (1992—1997). Удата за Робина Хеја, адвоката. Њихова деца су Елистер (1972), Камила (1975) и Фергус (1981).

###### Каролина Шарлота Милица
Каролина Шарлота Милица (рођ. 1946).

##### Фортингеми
Јелена Лозанић (1885—1972) била је 1921. удата за Џона Фортингема, Енглеза (Fortingam). Имали су ћерку Ану и од ње унуке Пјера и Филипа. У њиховом власништву је после Првог светског рата био Каменички парк.
Џон Фротингам био је Американац(Теритаун, Њујорк,1878-Гетари, Француска,1935), имали су само ћерку Ану која је имала петоро деце,
Marie-Helene, Guethary, France, 10.11.1953, Philippe, 4.10.1954, Jean, 10.5.1956, Elisabeth, 27.8.1957, Pierre, 21.7.1959.

##### Др Војислав Д. Маринковић (1876—1935), министар иностраних дела и финансија
Ана С. Лозанић (1881-1973, сликарка, била је удата за др Војислава Маринковића (1876—1935), министра народне привреде, трговине, унутрашњих дела и иностраних дела сина министра Димитрија Маринковића, председника Сената и брата министра Павла Маринковића ожењеног Аном Петронијевић, кћерком Милана Петронијевића и Јелисавете Петронијевић, рођ. Цукић.

#### Генчићи
Ана Пачић, кћерка Јована Пачића и праунука господара Томе Вучића Перишића, била је удата за Лазара Генчића, хирурга, брата Ђорђа Генчића. Имали су сина Јована. Јован је био ожењен Хермином, Аустријанком.
Деца Јована и Хермине Генчић су: Драгољуб, Лазар, Ана, Наталија, Станка, Милојко и Јелена Генчић (1936—2013).

### Ристићи
Анка Пачић кћерка Стерије Пачу и Станке Вучић-Перишић, кћерке господара Томе Вучића Перишића била је удата за М. Ристића. Имали су сина Петра и кћерку Персиду.
- Петар Ристић
- Персида Ристић била је удата за М. Стојановића. Њихова кћерка Милица била је удата за Ж. Марковића.

### Ђорђевићи
Цана Пачић, кћерка Стерије Пачу и Станке Вучић-Перишић, кћерке господара Томе Вучића Перишића била је удата за Ђорђевића. Имали су сина Николу.
- Никола Ђорђевић био је ожењен Милевом.

## Стефан Хаџи-Јовановић, управник Београда
Анка Вучић-Перишић, кћерка господара Томе Вучића Перишића била је удата од 1827. за Стефана Хаџи-Јовановића, управника београдске вароши. Имали су кћерку Јулијану која се удала за Николу Христића, председника министарског савета, дугогодишњег министра унутрашњих послова.

### Христићи
Крсна слава Христића је Свети Јован.

### Никола Христић (1818—1911), председник владе, министар унутрашњих послова
Никола Христић (1818—1911), рођен у Сремској Митровици, био је четири пута председник министарског савета (владе) (од 1860-1885), дугогодишњи министар унутрашњих послова и председник београдске општине.
Никола Христић (1818—1911) и Јулијана Христић, рођ. Хаџи-Јовановић, унука господара Томе Вучића Перишића имали су дванаесторо деце Витомира, Милоша, Милана, Косту, Љубомира, Михаила, Клеопатру, Анку, Катарину, Полексију, Јелену и Јулију.
- Константин Коста Христић (1852—1927), министар, дипломата, посланик у Бечу. Био је ожењен Лепосавом Живадиновић. Њихов син је академик Стеван Христић.
- Коњички мајор Витомир Христић (1867—1911) (21. кл ВА) био је ожењен Милицом Спасић.
- Љубомир Христић био је ожењен Елизабетом О’Брајен. Његов син био је дивизијски генерал Никола Христић.
- Арт. пуковник Михаило Христић (2. кл. ВШВА) био је ожењен Љубицом Миловановић.
- Милан Христић био је ожењен Јелисаветом Дере.
- Клеопатра Христић била је удата за Саву Урошевића (1863—1930).
- Јулија Христић била је удата за Евгенија Брановачког (1847—1915).
- Јелена Христић била је удата за Љубомира Марића.
- Анка Христић била је удата за Милоша Трпезића (1839—1904).
- Милош Христић (?-1912), начелник Министарства народне привреде, убио се 22. септембра 1912. у Ваљеву.[13]
- Катарина Христић била је удата за Алимпија Богића.
- Полексија Христић (1861—1933) била је удата за др Лазу К. Лазаревића лекара, познатог писца. Њихов син је генерал Лазаревић.

#### Константин Коста Н. Христић (1852—1927), кр. посланик, министар
Константин Коста Христић (1852—1927), син Николе Христића министар, дипломата, краљевски посланик (амбасадор) у Бечу био је побратим са др Лазом К. Лазаревићем, лекаром и познатим писцем и његовим зетом. Коста Н. Христић написао је познате мемоаре Записи старог Београђанина. Коста Н. Христић је са Лепосавом Христић рођ. Живадиновић (1859—1958) имао синове Стевана и Бошка и кћи Јелицу.

##### Академик Стеван К. Христић (1885—1958), композитор
Академик Стеван Христић (1885—1958), син Косте Н. Христића, унук Николе Христића композитор, члан Српске краљевске академије, био је ожењен Ксенијом Роговском - Христић, родом из Русије, првакињом Београдске опере. Ксенија Роговска (1896—1961) кћерка је генерала грофа Јевгенија Јефимовског. Детињство је провела у Иркутску.

##### Бошко К. Христић (1889—1941), кр. посланик
Бошко К. Христић (1889—1941), син Косте Н. Христића, унук Николе Христића био је краљевски посланик (амбасадор) Краљевина Југославија Краљевине Југославије у Риму. Супруга из Црне Горе, завршила институт у Италији.

##### Јелица К. Христић, удата Недић
Јелица К. Христић, кћерка Косте Н. Христића, унука Николе Христића била је удата за генерала Милутина Ђ. Недића (1882—1945), брата Милана Недића, а коме је то био други брак.

#### Милан Н. Христић (1870—1958), кр. посланик
Милан Христић био је ожењен Јелисаветом Дере.
Кр. посланик, дипломата (3.1.1890). После касациони судија.

#### Арт. пуковник Михаило Н. Христић (1863—1937)
Арт. пуковник Михаило Христић (2. кл. ВШВА) био је ожењен Љубицом Миловановић.

#### Гардијски коњички мајор Витомир Н. Христић (1867—1911)
Био коњички капетан 2. класе командир 1. ескадрона 2. коњичког пука. Родио се у Београду 30. марта 1867. године. Основну школу и 5 разреда гимназија завршио у Београду. Ступио у војску 1886. године и 1888. у Војну академију. Од 1893. у краљевој гарди. Годину дана провео у школи јахања у Сомиру 1894.

#### Коњички пуковник Љубомир Н. Христић, ађутант краља Александра и краља Милана
Љубомир Христић био је ожењен Елизабетом О’Брајен (1861-1933). Његов син био је дивизијски генерал Никола Христић, а ћерка Ана Христић (1885—1977).

##### Див. генерал Никола Љ. Христић (1884—1945), ађутант краља
Никола Христић (1884—1945), син пуковника Љубомира Христића и Елизабет О`Брајен, унук Николе Христића са Анђелијом Гвоздић, кћерком Светозара Гвоздића, државног саветника и министра имао је сина Љубомира.

###### Генералштабни капетан 1. кл. Љубомир Н. Христић (1910—1971)
Генералштабни капетан 1. кл. Љубомир Н. Христић (1910—1971), био је у обавештајном одсеку. После Другог светског рата приступио ЈА, пензионисан у чину пуковника ЈНА. Био је ожењен са Даницом Христић (Вранешевић) (1922—1986) са којом је имао 2. сина:
- Николу Христића (1946—2012) дипл. инж. електротехнике. Син, др Љубомир Христић.
- Бранислава Христића (1950) дипл. економисту који има двоје деце, Филипа Христића и Ану Христић.

Преко Гвоздића Христићи су у блиском сродству са Цинцар-Марковићима и Жујовићима.

##### Лазаревићи
Полексија Христић (1861—1933), кћерка Николе Христића и праунука господара Томе Вучића Перишића била је удата за санитетски пуковник др Лазу К. Лазаревића краљевог личног лекара, познатог писца, побратима њеног брата Косте Н. Христића.
Лазаревићи воде порекло од Лазара Лазаревића, шабачког трговца из Старе Херцеговине, који је имао сина Кузмана Лазаревића, шабачког трговца. Кузман и Јелена Лазаревић имали су Лазара, Милку, Евицу, Катарину.
- Милка Лазаревић била је удата за Милорада Поповића Шапчанина (1841—1895), књижевника, академика, администратора краљеве Цивилне листе и крунских добара.
- Ева Лазаревић била је удата за Марка Тодоровића.
- Катарина Лазаревић била је удата за Ђорђа Хаса, апотекара у Алексинцу.[16].

##### Сан. пуковник др Лаза К. Лазаревић (1851—1890), академик
Санитетски пуковник др Лазар - Лаза К. Лазаревић, син Кузмана Лазаревића, шабачког трговца пореклом из Старе Херцеговине, лични лекар краља Милана, члан Српске краљевске академије, специјалиста Опште државне болнице у Београду, писац и књижевник. Завршио је основну школу и нижу гимназију у Шапцу, а вишу гимназију у Београду, где је студирао и права. Као државни питомац у Берлину студирао и дипломирао медицину. У ратовима 1876-1878. санитетски мајор, помоћни лекар, у рату 1885. активни санитетски потпуковник. Санитетски пуковник др Лазар - Лаза К. Лазаревић и Полексија Лазаревић, рођ. Христић (1861—1933), кћерка Николе Христића и праунука господара Томе Вучића Перишића имали су синове Кузмана, Владана и Милорада и кћерку Анђелију.
- артиљеријски бригадни генерал Милорад Лазаревић (1882—1951)
- Анђелија Лазаревић (1885—1926), књижевница и сликарка[18]

###### Арт. бриг. генерал Милорад Л. Лазаревић (1882—1951)
Артиљеријски бригадни генерал Милорад Лазаревић (1882—1951), син санитетског пуковника др Лазара К. Лазаревића, дворског лекара краља Милана, унук по мајци Николе Христића, председника министарског савета и Јулијане Христић, рођ. Хаџи-Јовановић, унуке господара Томе Вучића Перишића, завршио је 32. кл. Ниже школе Војне академије, а нижи и виши течај Артиљеријске школе у Нишу и Карловцу. У ратовима 1912-1918. био је командир 6. батерије Дунавског артиљеријског пука, командир батерије Моравског артиљеријског пука 1. позива, командир 2. батерије 2. запелењеног дивизиона, командир батерије Тимочког брдског дивизиона. После ратова, између осталог био је 1932. командант артиљерије Врбаске (бањалучке) дивизијске области. Генерал Милорад Лазаревић је са Десанком, кћерком пуковника Матије Оптркића имао синове Лазара и Милана.
- Лазар М. Лазаревић (1912—1938).
- Милан М. Лазаревић.

##### Армијски генерал Милутин Недић (1882—1945), министар војске и морнарице
Јелица Христић, кћерка Косте Христића, министра и сестра Бошка и Стевана Христића била је удата за армијског генерала Милутина Недића, министра. Живели су у палати - кући вишеспратници генерала Милутина Недића у Немањиној 35. Син Настас.

##### Др Евгеније Брановачки (1847—1915)
Јулија Христић била је удата за др Евгенија Брановачког, лекара, ваљевског окружног физикуса (1847—1915).

##### Сава Урошевић (1863—1930), ректор Универзитета, академик
Клеопатра Н. Христић била је удата за Саву Урошевића (1863—1930).

#### Трпезићи
Анка Христић (1861—1933), кћерка Николе Христића и праунука господара Томе Вучића Перишића била је удата за Милоша Трпезића (1839—1904), сина Петка Трпезића и Јованке Чолак-Антић, кћерке крушевачког војводе Чолак-Анте. Сестра Милоша Трпезића Милева била је удата за коњичког пуковника Јована Наумовића.
Милош Трпезић и Анка Трпезић, рођ. Христић имали су сина Николу и кћерку Јулијану - Јулу.

##### Никола М. Трпезић
Никола М. Трпезић је са Лепосавом имао кћерку Анку.

##### Гајеви
Јулијана Јула била је удата за удату за Г. Гаја.
Тома Вучић Перишић син Перише, имао је стрица Павла. Павле је имао два сина који су се по њему презивали Павловић. Један од синова се замонашио и добио монашко име Мелентије Павловић. Други син је прадеда мајке Милана Стојадиновића.
Вучићев брат од стрица Павла је митрополит Србије Мелентије Павловић (1776—1833), први митрополит српског порекла у београдском пашалуку након укидања Пећке патријаршије. За јеромонаха рукоположио га је митрополит Леонтије Ламбровић 1800. године.
Као архимандрит Мелентије Павловић прославио се у бици на Љубићу 1815. Кад су турске снаге потиснуле Србе на Љубићу, тако да је пораз изгледао неизбежан, Милош Обреновић видео је архимандрита Мелентија Павловића како је клекнуо на колена и молио се Богу. Повукао га је за рукав и рекао му да узме добош од погинулог војника добошара и да лупа, а да ће он викати на људе да се зауставе и врате у борбу. Архимандрит Мелентије узео је добош и ударао у њега и Срби су се прибирали и поново ударили на Турке. У турском бекству преко Мораве погинуо је, удавио се у Морави, турски командант Ћаја-Паша.
Архимандрит Меленитије Павловић постао је митрополит Србије 1830. године.
Посинак митрополита Мелентија Павловића је Филип Христић, кнежевски представник и кнежевски посланик.
Мелентије Павловић, као монах није имао деце. Од његовог рођеног брата праунука је мајка Милана Стојадиновића, председник владе Краљевине Југославије.

## Филип Христић (1819—1905)
Митрополит Мелентије Павловић био је поочим Филипа Христића.

## Стојадиновићи
Милица Павловић, кћерка Јелисавете и Владимира Павловића, унука рођеног брата митрополита Мелентија Павловића, а сестричина Јане, удове Марка Марковића, београдског грађевинског предузимача и удовица Крсмановића, била је удата за Михаила Стојадиновића, судију, правника, родом из Стопање код Крушевца. Имали су троје деце Милана, Драгомира, Надежду и Радмилу.
- Др Милан Стојадиновић, др права, председник министарског савета (владе)
- Драгомир Стојадиновић, народни посланик, директор листа Ново време
- Радмила Стојадиновић.
- Надежда Стојадиновић, била је удата за Душана Глишића. Имали су сина Омиља Глишића, адвоката и кћерку Љиљану удату за Борислава Пекића.

### Др Милан Стојадиновић (1888—1961)
Потомак Мелентија Павловића је по мајци Милан Стојадиновић, председник владе Краљевине Југославије.

#### Борислав Пекић
Надежда Стојадиновић, сестра Милана Стојадиновића, чија мајка Милица је праунука митрополита Мелентија Павловића, била је удата за Душана Глишића. Њихова кћерка Љиљана Глишић је била удата за Борислава Пекића, познатог писца. Имали су једну кћерку Александру (рођ. 1959).

##### Барони од Малцана
Александра Пекић, кћерка Борислава Пекића и унука Милана Стојадиновића, удала се 1995. за немачког барона Виктора Краускофа (Krausskopf) од Малцана. Живи у Лондону и Београду.
Вучић-Перишићи у сродству са Добрњцима, повезују породице Лозанић и Христић, а преко њих су у сродству са Грујићима, Цинцар-Марковићима, Жујовићима, a Павловићи са Хаџи-Томинима и др.
У августу 1925. се извештава да је у Крагујевцу умро Коста Вучић-Перишић, Томин унук и једини живи непосредни потомак.
Уочи Другог светског рата потомци господар Томе Вучића Перишића и његовог брата од стрица митрополита Мелентија Павловића, односно њихових очева Перише и Павла су Коста Н. Христић, министар и краљевски посланик, Бошко К. Христић, краљевски посланик, артиљеријски бригадни генерал Милисав Антонијевић, дивизијски генерал Никола Љ. Христић, артиљеријски бригадни генерал Милорад Лазаревић, пуковник Михаило Христић, као и др. Милан Стојадиновић председник министарског савета (владе) Краљевине Југославије.
Потомци Томе Вучића Перишића су академик Стеван Христић, водећи српски композитор прве половине века и Војислав Воки Костић, композитор.
Зетови (у разним генерацијама) Томе Вучића Перишића и његовог брата од стрица митрополита Мелентија Павловића, су, између осталих Никола Христић, четири пута председник министарског савета, проф. др Сима Лозанић, министар иностраних послова, академик, др Лаза К. Лазаревић, академик, армијски генерал Милутин Недић, проф. др Александар Костић, као и Борислав Пекић, књижевник.
1. ↑  Радомир Поповић: Тома Вучић Перишић, Историјски институт, Посебна издања; Књига 44. Београд 2003. стр. 15 - 18.
2. ↑  Радомир Поповић: Тома Вучић Перишић, Историјски институт, Посебна издања; Књига 44. Београд 2003. стр. 22.
3. ↑  Вид. Родослов Вучића-Перишића. Радомир Поповић: Тома Вучић Перишић, Историјски институт, Посебна издања; Књига 44. Београд 2003. стр. 277.
4. ↑  Београдске општинске новине, 1. мај 1894, стр. 83
5. ↑  Полексија Д. Димитријевић-Стошић, Кључеви Белог града, Београд 1967, стр. 169.
6. ↑  М. Бјелајац, Генерали и адмирали војске краљевине Југославије, Београд 2004, стр. 206.
7. ↑  Вид. М. Милићевић, Кнежевина Србија.
8. 1 2  Јелена Лозанић: Дама са орденом Белог орла („Вечерње новости“, 5. септембар 2014)
9. ↑  Вид. Википедију на енглеском Earl of Lauderdale ( Earl of Lauderdale), односно Patrick Maitland, 17th Earl of Lauderdale, ( Patrick Maitland, 17th Earl of Lauderdale)
10. ↑  „Срби у свету - ко је ко 1996/99, биографски лексикон“, Београд, Лос Анеђелес 1999, одредница „Мејтленд, леди Олга“, стране 285-286.  161383175
11. ↑  „Јелена Генчић - лична карта („Пулс“)”. Архивирано из оригинала 11. 11. 2013. г. Приступљено 11. 11. 2013.
12. ↑  Славе и имена свечара, Београд 1895, [репринт, Београд 1994], стр. 16.
13. ↑  „Политика“, 23. септембар 1912.
14. ↑  Братислава Костић, Ново гробље у Београду, Београд 1999, стр. 105.
15. ↑  Патриотизам прирођене Српкиње („Политика”, 8. јун 2019)
16. ↑  Милан Јовановић Стојимировић, Силуете старог Београда, Београд 1971, стр. 255.
17. ↑  Братислава Костић, Ново гробље у Београду, Београд 1999, стр. 85.
18. ↑  Даровита и нежна ћерка Лазе Лазаревића („Вечерње новости“, 14. јануар 2016)
19. ↑  М. Бјелајац, Генерали и адмирали војске Краљевине Југославије, Београд 2004, стр. 193.
20. ↑  М. Бјелајац, Генерали и адмирали војске Краљевине Југославије, Београд 2004, стр. 226.
21. ↑  Милан Стојадиновић, Ни рат ни пакт, Југославија између два рата, Ријека 1980, стр. 10.
22. ↑  „† Коста Вучић-Перишић”, Политика, 13. авг. 1925, стр. 7

- Списак најистакнутијих српских породица у Кнежевини и Краљевини Србији
- Никола Христић
- Сима Лозанић
- Стеван Христић
- Лаза К. Лазаревић
- Војислав Воки Костић